# Nicolae Simache
Nicolae Simache (n. 5 noiembrie 1905, Cosminele, România – d. 17 ianuarie 1972, Ploiești, România) a fost un profesor de istorie, inițiatorul rețelei muzeale prahovene. 
Cel mai cunoscut muzeu înființat de profesorul Nicolae Simache este Muzeul Ceasului „Nicolae Simache” din municipiul Ploiești.

## Biografie
S-a născut în anul 1905, în comuna Cosminele din județul Prahova.  În anul 1936, Președintele Așezământului Cultural ”Nicolae Iorga”, din Ploiești, profesorul universitar- arhitect Toma T. Socolescu, a aprobat angajarea profesorul Nicolae Simache ca Director de bibliotecă și muzeu. 

### Studii
Dupǎ ce a absolvit școala primarǎ din satul natal și cursurile prestigiosului Liceu „Sfinții Petru și Pavel” din Ploiești, s-a numǎrat printre studenții Facultǎții de Drept – secția istorie, din cadrul Universitǎții din București, obținând în anul 1931 licența cu „Magna cum laude”.

### Activitate didactică
Activitatea didactică a profesorului Nicolae Simache este strâns legată de istoria Colegiului Național „Ion Luca Caragiale” din Ploiești, fostul Liceu „Sfinții Petru și Pavel”. Între anii 1932 și 1969 (când a fost silit să iasă la pensie din învățământ) a fost profesor de istorie și un adevărat părinte spiritual al multor generații de absolvenți ai prestigiosului liceu prahovean. Printre numeroșii săi elevi s-au numărat Nichita Stănescu, Basarab Nicolescu, Ioan Tomescu, Virgil Petrescu și mulți alții. În 1968 a primit titlul de „profesor emerit”.
Poetul Nichita Stănescu povestea cum profesorul Nicolae Simache l-a convins să-și schimbe numele de poet, cu care semna până atunci (numele din catalog, adică Stănescu Hristea): „Mă, tu faci publicistică, Stănescu Hristea este un nume de soldat mort la Mărășești, n-o să te citească nimeni. Te cheamă și Nichita, ia pune-l tu înainte, că se izbește bine cu Stănescu, și te ține minte toată lumea!”

### Activitate muzeografică

#### Muzee înființate
- Casa Hagi Prodan din Ploiești (actualul Muzeu Casă de Târgoveț);
- Casa Domnească din Brebu;[4]
- Muzeul B. P.  Hașdeu din Câmpina; []
- Muzeul Ceasului „Nicolae Simache” din Ploiești;
- Muzeul Cezar Petrescu din Bușteni;[5]
- Muzeul Conacul Bellu din Urlați;
- Muzeul Covorului Popular din Ploiești (desființat);
- Muzeul Ion Luca Caragiale Ploiești;[6]
- Muzeul de Istorie din Ploiești;
- Muzeul Nicolae Iorga din Vălenii de Munte;
- Muzeul Scriitorilor Târgovișteni din Târgoviște;
- Muzeul Tiparului și Cărții Vechi din Târgoviște;

## Distincții
- Ordinul Muncii clasa a III-a (6 august 1956) „pentru merite deosebite în muncă”[7]

## Scrieri
- Pinacoteca municipiului Ploiești, 1939;
- Despre letopisețul Cantacuzinesc, 1942;
- Istoriografia română și problemele editării cronicilor, 1942;
- Știința geografică a lui Herodot despre ținuturile noastre, 1942;
- Variante ale letopisețului Cantacuzinesc, 1942;
- Viața și opera lui Radu Popescu, 1943;
- Despre Revoluția de la 1848 în Ploiești și județul Prahova, 1948;
- Din activitatea muzeelor noastre, 1956[8]
- Contribuții la răscoala poporului român sub conducerea lui Tudor Vladimirescu, 1957;
- Din trecutul regiunii Ploiești, 1957;
- RĂSCOALA ȚĂRANILOR DIN 1907 ÎN REGIUNEA PLOIEȘTI, 1957
- O străveche așezare din regiunea Ploiești: Târgșor, 1957;
- Casa Hagi Prodan, 1966;

- Casa Dobrescu, 1966;
- Ceasul de-a lungul vremii, 1967;
- Chipuri și locuri din regiunea Ploiești, în grafica secolelor XVI-XIX, 1967;
- Muzeul Memorial B.P. Hașdeu - Câmpina, 1967;
- Muzeul memorial Nicolae Iorga, 1967;
- Studii și materiale privitoare la trecutul istoric al jud. Prahova[9];
- Caragiale și Ploieștii, 1968;
- Drumuri turistice la sud-estul Carpaților, 1968;
- Prima sesiune de comunicări științifice a muzeelor prahovene, 1968;[10]

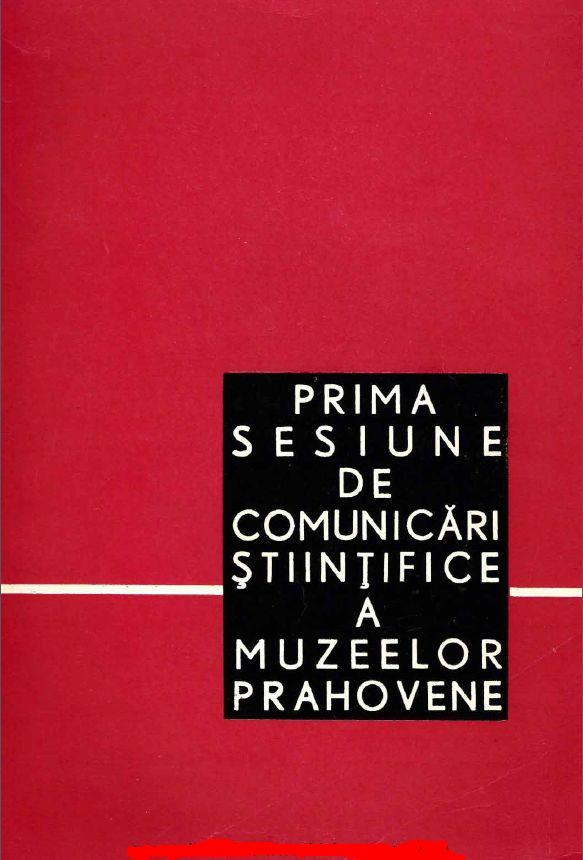
Prima sesiune de comunicări științifice a muzeelor prahovene

- Muzeul tiparului și al cărții vechi românești - Târgoviște, 1968;
- Casa Nicolae Iorga, 1969;
- Contribuții la istoricul orașelor Ploiești și Tîrgșor, 1962;
- Contribuții la istoricul satelor Posești, Râncezi și Nucșoara, 1969;
- Contribuții la monografia comunei Starchiojd, 1969;
- Anul revoluționar 1848 în județul Prahova, 1969;
- Din viața și opera lui Cezar Petrescu, 1969;
- Documente privitoare la istoria comunei Starchiojd, 1969;
- Un orientalist ploieștean, Gh. Popescu-Ciocănel, 1969;
- Ștergarul prahovean, 1970;
- Dantela de mână, 1970;
- Date noi privind viața și opera lui Cincinat Pavelescu, 1970;
- Noi contribuții la studiul situației țăranilor după aplicarea Regulamentului Organic în fostul județ al săcuienilor, 1970;
- Istoricul tipografiilor prahovene, 1970;
- Contribuții la istoricul presei prahovene, 1971;[11]
- Colecția de covoare a Muzeului de Istorie, 1971;
- Documente de pe Valea Teleajenului, 1971;
- File de istorie din trecutul comunei Teișani, 1971.

## In memoriam

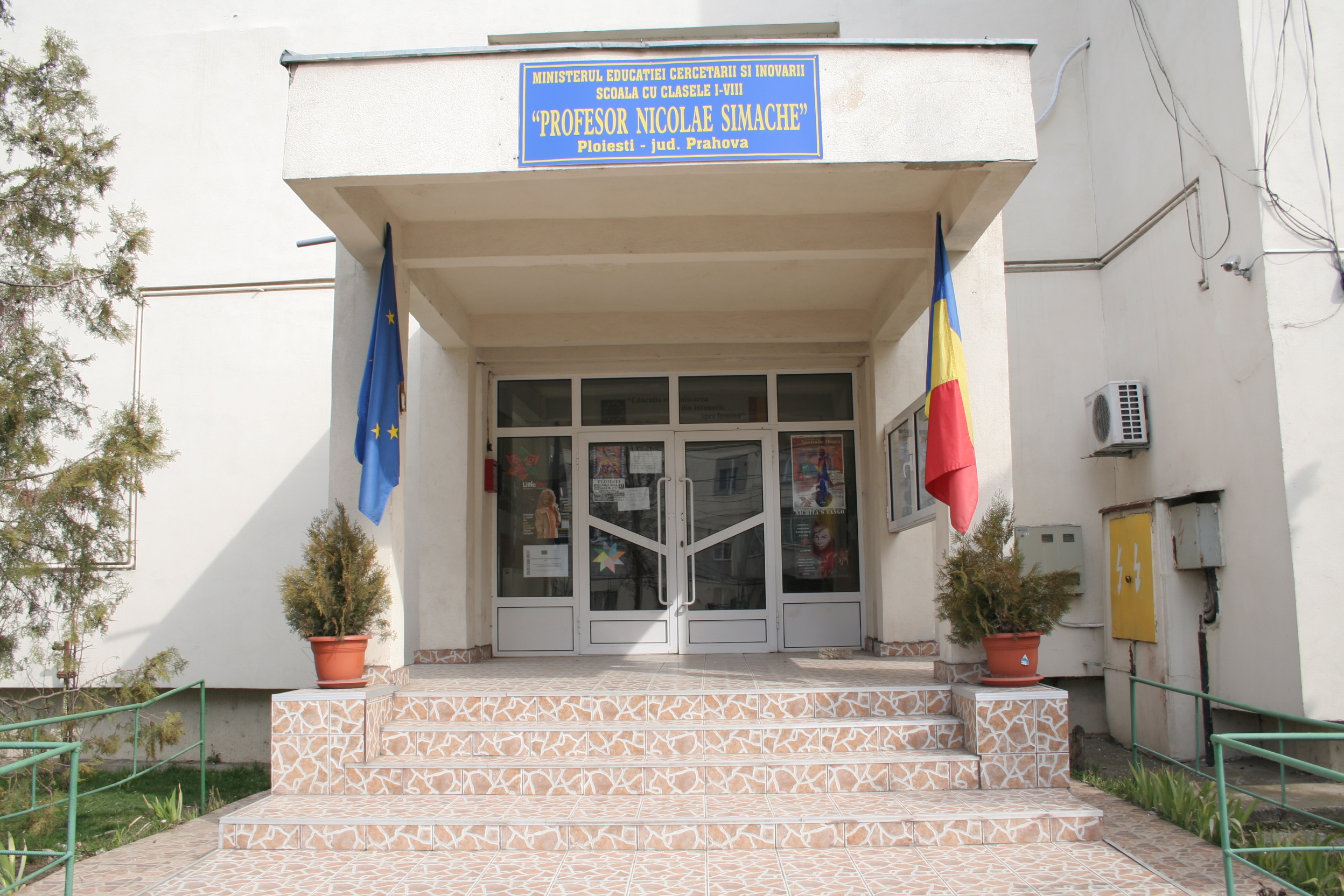
Școala gimnazială „Profesor Nicolae Simache”, Ploiești

În afară de Muzeul Ceasului, care îi poartă numele, în municipiul Ploiești există în prezent și o școală gimnazială cu numele „Prof. Nicolae Simache”. 
De asemenea, strada pe care se află Muzeul Ceasului „Nicolae Simache” poartă numele renumitului om de cultură.
În anul 1995, la școala din satul Cosmina de Sus, Prahova, unde a învățat în copilărie Nicolae Simache, a fost amplasată o placă memorială, iar în centrul comunei Cosminele un bust al acestuia. Un bust monumental al profesorului Nicolae Simache a fost dezvelit și în curtea Muzeului Ceasului.

## Cărți dedicate profesorului Nicolae Simache
- Pelerinaj printre orologii - Dumitru Nedelea (2001)
- Muzeul Județean de Istorie și Arheologie Prahova omagiu ctitorului N. I. Simache - Gheorghe Marinică (2004, ed. Mileniul III) []
- Trecător grăbit prin timpul nostru - Bucur Chiriac (2011, ed. Mectis)
- Flacăra pământului - Elena Oprea (2018, ed. Amanda Edit) []
- N. I. Simache stea călăuzitoare - Elena Oprea (2019, ed Amanda Edit) []
- N. I. Simache comoară sacră a istoriei - Elena Oprea (2020, ed. Ghepardul) []
- Marturisiri - Elena Oprea M(2021, ed. Ghepardul) []

## Legături  externe
- https://a1.ro/prietenii-de-la-11/video/muzeul-ceasului-de-la-ploiesti-infiintat-de-profesorul-nicolae-simache-in-anul-1963-id660821.html
- https://nicolaesimache.wordpress.com/ Arhivat în 14 octombrie 2018, la Wayback Machine.
- https://cartileploiestiului.wordpress.com/category/n-i-simache
- https://ziarulprahova.ro/2012/01/in-memoriam-prof-emerit-nicolae-i-simache/